# McNamara Island
McNamara Island – wyspa w cieśninie Peacock Sound na wschód od Dustin Island w Antarktydzie Zachodniej.

## Nazwa
Nazwa wyspy upamiętnia Johna McNamarę, bosmana statku wyprawy Richarda Byrda (1888–1957) w latach 1933–1935 .

## Geografia
Wyspa leży w cieśninie Peacock Sound między Wyspą Thurstona a Wybrzeżem Eightsa w Antarktydzie Zachodniej . Znajduje się ok. 32 km na wschód od Dustin Island .
W większej części pokryta lodem leży na północnym krańcu  Lodowca Szelfowego Abbota, który wypełnia cieśninę . Ma ok. 9,5 km długości .  

## Historia
Wyspa została odkryta przez Richarda Byrda (1888–1957) podczas lotów z USS Bear w lutym 1940 roku .